# 박문웅 (1890년)
박문웅(朴文雄, 일본명:朴忠文雄 호추 후미오, 1890년 12월 7일 ~ 1959년 8월 14일)은 일제강점기 조선총독부의 관료이다.
그는 일제강점기의 일본 유학파 관료로 1916년 판임관 공개채용 시험에 합격, 김제군속, 김천군속, 전라북도 학무과 주사, 군위군 총무과 서무주임 등을 거쳐 경북 달성군수, 경북 청송군수(1934.9.14~1938.3.25), 청도군수(1938.3.25~1943.3.6), 상주군수(1943.3.6~1944.12.21) 등을 역임하였다. 구한 말과 일제강점기의 신념형 친일파 관료 박중양의 아들로, 치과의사이자 대학 내 치의학과 설립 운동을 한 이열희는 그의 사위였다. 다른 이름은 박영문(朴泳文) 또는 박순성(朴淳聖)이다.

## 생애

### 생애 초반
박문웅은 1890년 12월 7일 또는 1월 20일 도지사를 지낸 신념형 친일파 박중양과 그의 부인인 전주 이씨 이주열의 장남으로 경상도 경주에서 출생하여 지난날 한때 경상도 대구를 거쳐 경상도 밀양에서 잠시 유아기를 보낸 적이 있으며 그 후 전라도 나주에서 잠시 유년기를 보낸 적이 있고 훗날 1896년 이후 경기도 양주에서 성장한 그의 선대 가계는 정확히 전하지 않는다. 그의 본관에 대해서도 불분명하여 반남 박씨라는 설과 밀양 박씨라는 설이 존재한다. 출생년대는 다소 불분명하여 1890년생 설과 1891년생 설이 있다. 형제자매로는 친동생 박무웅(朴武雄)과 몇 명의 이복 형제자매들이 있었다.
그의 선대는 대구에서 살았으며 조부 박정호와 아버지 박중양은 경기도 양주군에서 살았다. 할아버지인 박정호는 양주군에서 마름으로 생활하였고, 아버지 박중양의 대에 다시 성공하여 선조들이 살던 대구로 내려와 정착하였다. 가계가 불확실한 탓에 보통 그의 가계는 중인 출신으로 본다.
일본으로 유학, 일본 시가현(磁駕縣) 하코네 중학교(彦根中學校)를 졸업했다. 세이소쿠 영어학교으로 진학, 1914년 세이소쿠 영어학교를 나온 후 귀국하였다. 1914년 11월 판임문관 공개채용 시험에 합격한 뒤 1915년 대구부 판임관 견습(判任官見習)이 되었다.

### 관료 생활
1916년 다시 대구부 판임관 견습으로 발령되었다. 1919년 평안북도 의주군 판임관 견습(判任官見習)이 되고, 그해 5월 의주군 군서기(郡書記)에 임용되었다.
1921년 김제군 군속(郡屬)으로 발령되어 김제군청 군속, 1923년 김제군 김제읍 주사로 근무하였다. 1922년 5월 1일 경상북도 주왕산 고적 보존회의 창립에 참여하고 공동회장의 한 사람으로 선출되었다. 1925년 전라북도 내무부 학무과 주사로 발령되었다. 1927년 경상북도 김천군속(屬)으로 배속되었고, 1928년 김천군 총무과 서무주임이 되었다. 1930년 군위군속으로 발령받았다. 이어 1931년 11월 26일 군위군 총무과 서무주임이 되었다.

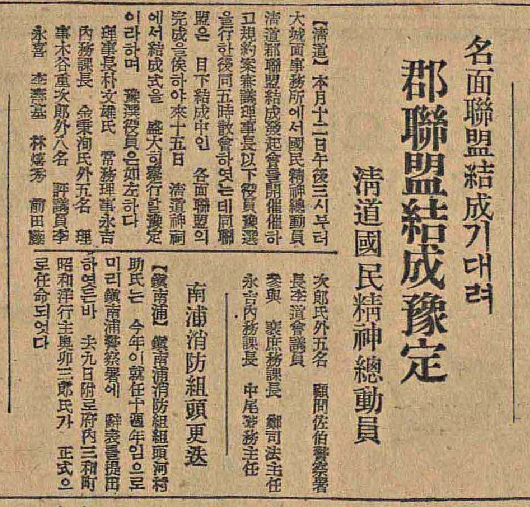
청도군 국민정신총동원연맹 각 읍면지부 조직 준비 기사, 매일신보 1938년 8월 15일자

그뒤 사무관을 거쳐 1934년 9월 14일 경상북도 군속이 되었다. 1934년 9월 16일 고등관 7등에 군수로 승진, 청송군수(靑松郡守)가 되었다. 청송군수로 재직 중 1935년 판임관 7등이 되고, 1937년 판임관 6등으로 승진하였다. 1938년 3월 17일 청도군수가 되었다. 그해 8월 국민정신총동원연맹 청도군지회 이사장을 맡았다. 이후 달성군수, 청송군수 등을 지내고 1939년 9월 30일 인사에서 고등관 4등(高等官四等)으로 승진하였다.
군수로 재직하면서 중일전쟁이 일어나자 1937년 7월부터 1940년까지 군수품 공출, 강연회와 기원제를 통한 국방사상 보급, 국방헌금 모집 등 전시(戰時) 업무를 적극 수행하여 '지나사변공적조서'에 이름이 올랐다.
1939년 12월 17일 청도군의 유학자 모임인 청도유림회(淸道儒林會) 결성에 참여하고 지부장에 추대되었다. 12월 훈6등 서보장을 받았다.

### 생애 후반
1940년 판임관 5등이 되었다. 그해 5월 창씨개명령이 떨어지자 그해 9월 박충으로 창씨개명하였다. 1941년 다시 청도군수가 되었다가 1942년 판임관 4등으로 승진하였다. 1943년 영천군수가 되었다가 그해 3월 6일 상주군수(尙州郡守)로 부임하였다. 1943년 8월 2일 각 도별로 일본적십자사 녹사(日本赤十字社錄事)를 선발할 때 경상북도 지역구 일본 적십자사 녹사의 한사람으로 선임되었다. 12월 31일 고등관 3급으로 승진하였다.
1944년 12월 22일 상주군수에서 의원면직하였다. 이후 12월말 밀양군수를 거쳐 1945년 해방 후 관직에서 물러난 뒤 대구 침산 근처로 낙향하였다. 1945년 9월 2일 미군정청 경상북도 자문관에 임명되었으나 12월 26일 사퇴하였다. 미군정하에서 그의 능력을 인정하여 계속 채용하려 하였으나 사양하고 대구 침산 근처에서 아버지 박중양과 일본인 계모와 생활하였다.
1945년 9월 12일부터 1946년까지 달성군수를 역임하였다.
1959년 8월 14일에 대구시 북구 침산동의 침산장에서 사망하였다.

### 사후
2008년 민족문제연구소에서 친일인명사전에 수록하기 위해 정리한 친일인명사전 수록예정자 명단에 선정되었다.
그의 묘소는 대구광역시 북구 침산동 오봉산에 있었으나 2004년 후손들에 의해 화장되었다.

## 가족 관계
- 할아버지 : 박정호(朴鼎鎬, 1840년 ~ 1892년 9월 22일)
- 할머니 : 전주이씨(全州李氏, 1846년 4월 21일 ~ 1929년 6월 6일)
  - 큰 아버지 : 박원양(朴元陽, 생몰년 미상)
  - 작은아버지 : 박수양
  - 작은아버지 : 박계양(朴季陽, 1877년 ~ 1925년 5월 10일)
  - 작은어머니 : 홍씨(洪氏, 1875년 ~ 1962년 4월 29일)
    - 사촌 동생 : 이름 미상, 요절
    - 사촌 동생 : 박정웅(朴正雄, 다른 이름은 순정(淳正), 1910년 3월 25일 ~ ?)
    - 사촌제수 : 김해김씨(金海金氏, 1911년 8월 26일 ~ ?)
      - 당조카 : 박인정(朴仁禎, 1933년 12월 18일 ~ )
      - 당질녀 : 박씨(朴氏)
      - 당질녀사위 : 허보근(許寶瑾, 본관은 김해(金海))
      - 당질녀 : 박씨(朴氏)
      - 당질녀사위 : 이팔영(李八榮, 본관은 전주(全州))

- 아버지 : 박중양(朴重陽, 1872년 5월 3일 ~ 1959년 4월 23일)
- 어머니 : 이주열(李主悅, 본관은 전주(全州), 1870년 3월 4일 ~ 1961년 5월 20일)
  - 동생 : 박무웅(朴武雄, 생몰년 미상)
  - 동생 : 이름 미상
  - 누이 : 박씨(朴氏)
  - 누이 : 박씨(朴氏)
- 서모 : 일본 여자(1909년 ~ ?)
  - 이복 여동생 : 박정자(朴政子, 1936년[10] - )

- 부인(초취) : 이름 미상 - 사별.
- 부인(재취) : 양순이 (본관은 남원 양씨(南原梁氏, 1907년 8월 11일 ~ ?), 양재형(梁在亨)의 딸
  - 딸 : 박혜순
  - 사위 : 노영달(盧榮達, 본관은 상주(尙州))
  - 딸 : 박복순
  - 사위 : 강태수(姜太秀, 본관은 진주(晉州))
  - 딸 : 박부남(朴富南, 1930년 ~ 2018년 1월 11일)
  - 사위 : 이열희(李烈熙, 본관은 경주(慶州))
  - 아들 : 박승효(朴勝孝, 다른 이름은 세정(世楨), 1933년 8월 1일 ~ )
  - 며느리 : 양근함씨(陽根咸氏, 1937년 11월 11일 ~ ), 함승호(咸升鎬)의 딸
    - 손자 : 박영목(朴永睦, 1964년 ~ )
    - 손자 : 박정목(朴正睦, 1967년 ~ )
- 장인 : 양재형(梁在亨)

## 같이 보기
| - 박중양 - 박제순 - 박영효 - 서재필 - 안경수 - 윤치호 - 유길준 - 안창호 - 일소대 - 자제회 - 자성단 - 대구읍성 | - 3.1 운동 - 침산장 - 김규식 - 염농산 - 유억겸 - 유만겸 - 유성준 - 윤치영 - 이승만 - 정칠성 |